# Carlos Enrique Saucedo
Carlos Enrique Saucedo Urgel (Santa Cruz de la Sierra, 11 de septiembre de 1979) es un exfutbolista boliviano. Se desempeñaba como delantero. 
Es el máximo goleador en la historia del Club San José, con 160 anotaciones en forma oficial, y uno de sus ídolos históricos. Con dicho equipo finalizó en la cima de la tabla de goleadores en los torneos Clausura 2012, Apertura 2012, Apertura 2013, Apertura 2018, Apertura 2019 y Clausura 2019 con 17, 23, 16, 18, 23 y 19 goles respectivamente. Y se consagró campeón del torneo Clausura 2018.
En los años 2017 y 2019 se consagró como el máximo goleador de Sudamérica con 30 y 49 goles respectivamente.
En la temporada 2019 se consagró como máximo goleador del fútbol boliviano por tercer año consecutivo, algo que no ocurría desde 1999, cuando Víctor Hugo Antelo fue el máximo artillero de los campeonatos de 1997, 1998 y 1999.
Es el cuarto mayor goleador en la historia de la Primera División de Bolivia con 256 goles. Ha sido el delantero más determinante en la última década de la Primera División boliviana (2011-2020), logrando ser máximo goleador de esta en 7 ocasiones, además es el segundo futbolista con el mayor títulos de goleo por detrás de los 8 de Víctor Hugo Antelo.
De acuerdo al ranking elaborado por la Federación Internacional de Historia y Estadísticas del Fútbol (IFFHS), Carlos Saucedo es el sexto máximo goleador del mundo de la última década (2011-2020) convirtió en ese periodo un total 213 goles.

## Trayectoria

### Inicios
Comenzó su carrera como jugador en Rancho Nuevo, un equipo de Segunda de Ascenso de la ACF. Luego pasó por 24 de Septiembre, donde se consagró goleador del torneo y además que obtuvo el título y el ascenso. Al año siguiente jugó en Nacional Potosí, luego jugó en Universitario de Beni, Destroyer's. El año 2005 jugó en Guabirá donde llegaría a la final de la Copa Simón Bolívar pero perdería la final ante Universitario de Sucre.

### Oriente Petrolero
El año 2006 el entrenador y máximo goleador de la Liga boliviana, Víctor Hugo Antelo le dio la oportunidad de formar parte de Oriente Petrolero y debutar en la Primera División de Bolivia.
Pronto empezó a demostrar su enorme habilidad goleadora.

### Bolívar
En la temporada 2007 pasó al Bolívar en dónde marcaría 18 goles en 33 partidos. También jugaría por primera vez la Copa Libertadores de América.

### Deportivo Quito
El 2008 pasó al Deportivo Quito de la Serie A de Ecuador. Anotó su único gol con el club, el 19 de abril ante el Espoli en el triunfo 3-0 a favor del Deportivo Quito. Saucedo terminó jugando solo 8 partidos y marcó 1 gol.

### Blooming
A mediados de junio regresó a Bolivia para jugar en Blooming; en 6 partidos durante su paso por la Academia marcó 4 goles.

### The Strongest
El jugador llegó a un acuerdo con The Strongest por una temporada. En 38 partidos con el club terminó anotando 11 goles.

### Aurora
Después de especulaciones de la prensa asegurando que Carlos Saucedo saldría del The Strongest para jugar en Guabirá, en enero de 2010 se confirmó que el jugador había fichado por el Aurora. 
Hizo su debut oficial en la derrota (2-1) ante el The Strongest, en la liga, el 7 de marzo de 2010. Anotó su primer gol en la derrota (3-2) frente a Universitario de Sucre en su segundo partido de liga el 13 de marzo. Terminó jugando 41 partidos y anotando 15 goles.

### Independiente Medellín
En 2011 Saucedo pasó brevemente por Independiente Medellín de la Categoría Primera A de Colombia. Pero nunca llegó a ser titular y apenas disputó siete partidos como suplente, volvió a Bolivia y estuvo ocho meses sin jugar.

### San José
El 13 de enero de 2012 San José hizo oficial la contratación de Saucedo para afrontar la temporada 2012-13. Hizo su debut oficial en el empate (1-1) ante Universitario de Sucre, en la liga, el 29 de enero. Anotó su primer gol en la victoria 3-1 ante La Paz F.C en su segundo partido de liga el 1 de febrero.
En su primera temporada con el Santo, Saucedo fue el máximo anotador del campeonato con 17 goles en el torneo clausura y se convirtió el primer boliviano que se proclama máximo goleador de la liga desde hace cuatro años ya que último en lograrlo fue José Diego Cabrera con 14 goles el 2007. En el torneo apertura fue nuevamente máximo goleador al convertir 23 goles sumando 40 goles el año 2012 y fue el tercer máximo goleador del mundo. Marcó su primer triplete el 30 de noviembre en la victoria 4 a 2 frente al Bolívar.
Pese a pelear la liga, Saucedo obtuvo con el Santo el subcampeonato del Torneo Clausura 2012 y el Torneo Apertura 2012. También ayudó a su equipo a clasificarse a la Copa Libertadores 2013. 
En su segunda temporada con el club marcó su primer gol en la Copa Libertadores de América en el empate 1 a 1 frente al Corinthians el 20 de febrero de 2013. En la liga fue el máximo goleador de torneo con 16 goles. El 11 de agosto marcó 2 goles en la victoria frente a Nacional Potosí y se convirtió en el máximo goleador de club con 57 goles, superando a Alex da Rosa que tenía 56 goles.
Luego de vivir su mejor momento futbolístico en enero de 2014 fue observado por varios equipos del extranjero pero término llegando a un acuerdo con el Deportivo Saprissa.

"Pasé lindos momentos en estos camerinos, en esta cancha en la ciudad de Oruro así que ahora solo me quedan palabras de agradecimiento con todos mis compañeros con los que componen la institución de San José, con los dirigentes sobre todo con la hinchada y con las personas que siempre me apoyaron, me alentaron y siempre estuvieron en las buenas y las malas, solamente me queda agradecerles y esperar que la hinchada entienda que me voy porque quiero cumplir las aspiraciones de un futbolista que es salir al exterior." "Queda pendiente lo del título". Dijo Saucedo antes de marcharse a Costa Rica para jugar en el Deportivo Saprissa.

### Deportivo Saprissa
En el 2014 llegó al Deportivo Saprissa de la Primera División de Costa Rica. Debutó en el Clásico del Buen Fútbol ante el Heredia anotando un gol. Finalmente acabaría anotando 14 goles con el conjunto saprissista, siendo pieza clave junto con Luis Michel, Michael Umaña, y Kendall Waston para la obtención del campeonato de verano. Luego de lograr el bicampeonato, el Saprissa de San José rescindiría de su contrato.

### Retorno a Oriente y Blooming
El 4 de febrero de 2015 se hizo oficial el retorno de Saucedo a Oriente Petrolero luego de 9 años. En su segunda etapa por el club término jugando 17 partidos y anotando 6 goles.
En la temporada 2015-16, Blooming hace oficial el fichaje de Saucedo el 2 de julio de ese año. En su retorno al club jugó 28 partidos y anotó 10 goles.

### Real Potosí
El 17 de septiembre de 2016, Real Potosí hace oficial el fichaje de Saucedo para jugar el Torneo Apertura. Hizo su debut oficial en el empate 0-0 ante The Strongest, el 21 de septiembre. Anotó su primer gol en el empate 1-1 ante Petrolero el 15 de octubre. Fue el máximo goleador del equipo con 11 goles en 17 partidos.

### Guabirá
El 2017 retorna a Guabirá para jugar el Torneo Apertura 2017. Hizo su debut oficial en el empate 1-1 ante Sport Boys Warnes, el 5 de febrero. Anotó su primer gol en la victoria 5-1 ante Universitario de Sucre el 18 de febrero. Fue el máximo goleador Torneo Apertura con 17 goles en 20 partidos.

### Retorno a San José
Saucedo vuelve a San José luego de 4 años para jugar el Torneo Clausura 2017. Fue el máximo goleador del equipo con 13 goles en 22 partidos. El 9 de septiembre llegó a su partido 100 con el Santo, en la victoria 4-3 ante Universitario de Sucre.
Ese año se consagró como goleador de la Primera División de Bolivia en la temporada 2017 al anotar 17 goles con Guabirá y 13 con San José, haciendo un total de 30 goles ese año, lo que le valió ser el máximo goleador del fútbol sudamericano en el año 2017.
El 22 de abril de 2018 llegó a su gol número 100 con San José en la victoria 3-2 ante el Aurora. Fue el máximo goleador Torneo Apertura 2018 con 18 goles.

Saucedo con la Copa del Clausura 2018.

El 19 de diciembre de 2018 se consagra campeón con San José, en el empate 1-1 ante Royal Pari, obteniendo así su primer título en el club y cumpliendo la promesa que había hecho antes de jugar en Deportivo Saprissa en 2014.
En la Temporada 2019 fue el máximo goleador del Torneo Apertura y el Torneo Clausura con 23 y 19 goles respectivamente. 
El 11 de abril marcó un gol al Flamengo y se convirtió en el máximo goleador de San José en la Copa Libertadores de América con 5 goles, superando el récord de Álvaro Peña de cuatro goles.
Además igualó el récord de Víctor Hugo Antelo de ser el máximo goleador de la Primera División de Bolivia 3 años consecutivos en la Temporada 2016-17 marcó 41 goles, en la Temporada 2018 marcó 26 goles y en la Temporada 2019 marcó 41 goles; llegando al total de 108 goles y rompió el récord hasta entonces imbatible de Víctor Hugo Antelo de 86 goles con 22 goles de diferencia.
En 2019 fue el máximo goleador de Sudamérica con 45 goles, además fue el cuarto goleador a nivel mundial por detrás de Lionel Messi, Robert Lewandowski y Abderrazak Hamdallah.

### Royal Pari
En enero de 2020 pese a las ganas de continuar en San José debido la crisis institucional decide fichar por el Royal Pari. En este nuevo club prefiere cambiar de dorsal y deja el 9 por el 33.

## Selección nacional
Saucedo tiene tras llamados a la Selección boliviana, donde no alcanzó a debutar oficialmente. El 16 de octubre de 2012 logró formar parte del equipo titular del entrenador Xavier Azkargorta, marcando una tripleta en un partido de eliminatorias para el mundial Brasil 2014 contra Uruguay, convirtiéndose hasta el momento como el goleador Boliviano de las eliminatorias mundialistas para la selección de su país. También convirtió un gol contra la Selección de Costa Rica el 15 de noviembre, en fecha FIFA, marcó el gol del empate al minuto 91 del partido disputado en la ciudad de Santa Cruz de la Sierra, de igual forma le anotó a Haití y a la selección de Chile un doblete.
En el 2019, César Farías lo volvió a convocar para los amistosos de fecha FIFA frente a Ecuador, Venezuela y Haití.

### Participaciones en Eliminatorias
| Eliminatoria               | Sede       | Selección | Resultado         | Partidos | Goles |
| -------------------------- | ---------- | --------- | ----------------- | -------- | ----- |
| Eliminatorias Mundial 2014 | Sudamérica | Bolivia   | 8º (No clasificó) | 4        | 3     |

### Goles con la Selección
| Gol | Fecha                   | Sede                                                              | Oponente   | Marcador | Resultado | Competencia  |
| --- | ----------------------- | ----------------------------------------------------------------- | ---------- | -------- | --------- | ------------ |
| 1.  | 16 de octubre de 2012   | Estadio Hernando Siles, La Paz, Bolivia                           | Uruguay    | 1 – 0    | 4 - 1     | Eliminatoria |
| 2.  | 16 de octubre de 2012   | Estadio Hernando Siles, La Paz, Bolivia                           | Uruguay    | 3 – 0    | 4 - 1     | Eliminatoria |
| 3.  | 16 de octubre de 2012   | Estadio Hernando Siles, La Paz, Bolivia                           | Uruguay    | 4 – 0    | 4 - 1     | Eliminatoria |
| 4.  | 14 de noviembre de 2012 | Estadio Ramón Tahuichi Aguilera, Santa Cruz de la Sierra, Bolivia | Costa Rica | 1 - 1    | 1 – 1     | Amistoso     |
| 5.  | 6 de febrero de 2013    | Estadio Ramón Tahuichi Aguilera, Santa Cruz de la Sierra, Bolivia | Haití      | 1 - 1    | 2 – 1     | Amistoso     |
| 6.  | 14 de octubre de 2014   | Estadio Francisco Sánchez Rumoroso, Coquimbo, Chile               | Chile      | 1 – 0    | 2 - 2     | Amistoso     |
| 7.  | 14 de octubre de 2014   | Estadio Francisco Sánchez Rumoroso, Coquimbo, Chile               | Chile      | 2 – 1    | 2 - 2     | Amistoso     |

## Participaciones internacionales
| Club               | Año  | Competencia       | Resultado      | PJ | Goles |
| ------------------ | ---- | ----------------- | -------------- | -- | ----- |
| Bolívar · Bolivia  | 2007 | Copa Libertadores | Fase de grupos | 4  | 0     |
| San José · Bolivia | 2013 | Copa Libertadores | Fase de grupos | 6  | 3     |
| San José · Bolivia | 2018 | Copa Sudamericana | Primera fase   | 2  | 2     |
| San José · Bolivia | 2019 | Copa Libertadores | Fase de grupos | 6  | 3     |

| 1. | 20 de febrero de 2013 | Estadio Jesús Bermúdez, Oruro, Bolivia              | San José - Corinthians   | 1–1 | 1–1 | Copa Libertadores |
| 2. | 5 de marzo de 2013    | Estadio Nemesio Camacho El Campín, Bogotá, Colombia | Millonarios - San José   | 1–1 | 1–2 | Copa Libertadores |
| 3. | 14 de marzo de 2013   | Estadio Jesús Bermúdez, Oruro, Bolivia              | San José - Millonarios   | 2–0 | 2–0 | Copa Libertadores |
| 4. | 22 de febrero de 2018 | Estadio Olímpico Atahualpa, Quito, Ecuador          | El Nacional - San José   | 0–1 | 3–2 | Copa Sudamericana |
| 5. | 6 de marzo de 2018    | Estadio Jesús Bermúdez, Oruro, Bolivia              | San José - El Nacional   | 1–0 | 1–1 | Copa Sudamericana |
| 6. | 2 de abril de 2019    | Estadio Jesús Bermúdez, Oruro, Bolivia              | San José - Liga de Quito | 1–1 | 3–3 | Copa Libertadores |
| 7. | 11 de abril de 2019   | Estadio Maracaná, Río de Janeiro, Brasil            | Flamengo - San José      | 1–1 | 6–1 | Copa Libertadores |
| 8. | 24 de abril de 2019   | Estadio Jesús Bermúdez, Oruro, Bolivia              | San José - Peñarol       | 2–0 | 3–1 | Copa Libertadores |

## Estadísticas
| Oriente Petrolero · Bolivia |               |               |     |     |    |     |     |      |      |
| 1.ª | 2006          | 16            | 6   | —   | —  | 16  | 6   | 0,37 |      |
| 1.ª | 2014-15       | 17            | 6   | —   | —  | 17  | 6   | 0,35 |      |
| Total club | Total club    | 33            | 12  | -   | -  | 33  | 12  | 0,36 |      |
| Bolívar · Bolivia |               |               |     |     |    |     |     |      |      |
| 1.ª | 2007          | 33            | 18  | 4   | 0  | 37  | 18  | 0,48 |      |
| Total club | Total club    | 33            | 18  | 4   | 0  | 37  | 18  | 0,48 |      |
| Deportivo Quito · Ecuador |               |               |     |     |    |     |     |      |      |
| 1.ª | 2008          | 8             | 1   | —   | —  | 8   | 1   | 0,12 |      |
| Total club | Total club    | 8             | 1   | -   | -  | 8   | 1   | 0,12 |      |
| Blooming · Bolivia |               |               |     |     |    |     |     |      |      |
| 1.ª | 2008          | 6             | 4   | —   | —  | 6   | 4   | 0,67 |      |
| 1.ª | 2015-16       | 29            | 11  | —   | —  | 29  | 11  | 0,35 |      |
| Total club | Total club    | 35            | 15  | -   | -  | 35  | 15  | 0,41 |      |
| The Strongest · Bolivia |               |               |     |     |    |     |     |      |      |
| 1.ª | 2009          | 38            | 11  | —   | —  | 38  | 11  | 0,28 |      |
| Total club | Total club    | 38            | 11  | -   | -  | 38  | 11  | 0,28 |      |
| Aurora · Bolivia |               |               |     |     |    |     |     |      |      |
| 1.ª | 2010          | 41            | 15  | —   | —  | 41  | 15  | 0,36 |      |
| Total club | Total club    | 41            | 15  | -   | -  | 41  | 15  | 0,36 |      |
| Independiente Medellín · Colombia |               |               |     |     |    |     |     |      |      |
| 1.ª | 2011          | 7             | 0   | —   | —  | 7   | 0   | 0,00 |      |
| Total club | Total club    | 7             | 0   | -   | -  | 7   | 0   | 0,00 |      |
| San José · Bolivia |               |               |     |     |    |     |     |      |      |
| 1.ª | 2011-12       | 21            | 18  | —   | —  | 21  | 18  | 0,80 |      |
| 1.ª | 2012-13       | 43            | 39  | 6   | 3  | 49  | 42  | 0,85 |      |
| 1.ª | 2013-14       | 23            | 17  | —   | —  | 23  | 17  | 0,73 |      |
| 1.ª | C-2017        | 22            | 13  | —   | —  | 22  | 13  | 0,59 |      |
| 1.ª | 2018          | 37            | 26  | 2   | 2  | 39  | 28  | 0,71 |      |
| 1.ª | 2019          | 50            | 41  | 6   | 3  | 56  | 44  | 0,82 |      |
| Total club | Total club    | 196           | 154 | 14  | 8  | 210 | 162 | 0,77 |      |
| Deportivo Saprissa · Costa Rica |               |               |     |     |    |     |     |      |      |
| 1.ª | V-2014        | 20            | 9   | —   | —  | 20  | 9   | 0,25 |      |
| 1.ª | I-2014        | 13            | 5   | 2   | 0  | 15  | 5   | 0,33 |      |
| Total club | Total club    | 33            | 14  | 2   | 0  | 35  | 14  | 0,4  |      |
| Real Potosí · Bolivia |               |               |     |     |    |     |     |      |      |
| 1.ª | A-2016        | 17            | 11  | —   | —  | 17  | 11  | 0,64 |      |
| Total club | Total club    | 17            | 11  | -   | -  | 17  | 11  | 0,64 |      |
| Club Guabirá · Bolivia |               |               |     |     |    |     |     |      |      |
| 1.ª | A-2017        | 20            | 17  | —   | —  | 20  | 17  | 0,85 |      |
| Total club | Total club    | 20            | 17  | -   | -  | 20  | 17  | 0,85 |      |
| Royal Pari · Bolivia |               |               |     |     |    |     |     |      |      |
| 1.ª | 2020          | 6             | 2   | —   | —  | 6   | 2   | 0,33 |      |
| Total club | Total club    | 6             | 2   | -   | -  | 6   | 2   | 0,33 |      |
| Real Santa Cruz · Bolivia |               |               |     |     |    |     |     |      |      |
| 1.ª | 2021          | 6             | 1   | —   | —  | 6   | 1   | 0,16 |      |
| Total club | Total club    | 6             | 1   | 0   | 0  | 6   | 1   | 0,16 |      |
| Total carrera | Total carrera | Total carrera | 473 | 271 | 20 | 8   | 493 | 278  | 0,56 |
| (2) Incluye datos de la Copa Libertadores (2007, 2013, 2019); Copa Sudamericana (2018), Liga de Campeones de la Concacaf (2014) (3) Media de goles por encuentro. No incluye goles en partidos amistosos. |               |               |     |     |    |     |     |      |      |

### Selección
| 2007  | 1  | 0 |
| 2012  | 2  | 4 |
| 2013  | 4  | 1 |
| 2014  | 4  | 2 |
| 2019  | 3  | 0 |
| 2020  | 1  | 0 |
| Total | 14 | 7 |

### Resumen Estadístico
- Datos actualizados al 31 de diciembre de 2020.

| Liga                           | Partidos | Goles |
| ------------------------------ | -------- | ----- |
| Selección boliviana            | 14       | 7     |
| Primera División de Bolivia    | 425      | 256   |
| Primera División de Costa Rica | 33       | 14    |
| Primera División de Ecuador    | 8        | 1     |
| Primera División de Colombia   | 7        | 0     |
| Total en su carrera            | 487      | 278   |

### Anotaciones destacadas
| 1  | 16 de octubre de 2012   | Estadio Hernando Siles, La Paz        | Bolivia - Uruguay               |  | 4 - 1 | Eliminatorias Brasil 2014 |
| 2  | 30 de noviembre de 2012 | Estadio Hernando Siles, La Paz        | Bolívar - San José              |  | 2 - 4 | Torneo Apertura 2012      |
| 3  | 17 de diciembre de 2012 | Estadio Jesús Bermúdez, Oruro         | San José - La Paz Fútbol Club   |  | 6 - 3 | Torneo Apertura 2012      |
| 4  | 5 de mayo de 2013       | Estadio Jesús Bermúdez, Oruro         | San José - Oriente Petrolero    |  | 4 - 0 | Torneo Clausura 2013      |
| 5  | 27 de mayo de 2013      | Estadio Jesús Bermúdez, Oruro         | San José - Aurora               |  | 4 - 0 | Torneo Clausura 2013      |
| 6  | 24 de noviembre de 2016 | Estadio Víctor Agustín Ugarte, Potosí | Real Potosí - Oriente Petrolero |  | 4 - 1 | Torneo Adecuación 2016    |
| 7  | 22 de abril de 2017     | Estadio Hernando Siles, La Paz        | The Strongest - Guabira         |  | 3 - 3 | Torneo Clausura 2017      |
| 8  | 12 de mayo de 2018      | Estadio Jesús Bermúdez, Oruro         | San José - Destroyers           |  | 8 - 0 | Torneo Apertura 2018      |
| 9  | 13 de febrero de 2019   | Estadio Jesús Bermúdez, Oruro         | San José - Bolívar              |  | 4 - 4 | Torneo Apertura 2019      |
| 10 | 14 de abril de 2019     | Estadio Jesús Bermúdez, Oruro         | San José - Club Always Ready    |  | 6 - 2 | Torneo Apertura 2019      |

## Palmarés

### Títulos nacionales
| Título           | Club               | Año           |
| ---------------- | ------------------ | ------------- |
| Serie A          | Deportivo Quito    | 2008          |
| Primera División | Blooming           | Clausura 2009 |
| Primera División | Deportivo Saprissa | Verano 2014   |
| Primera División | Deportivo Saprissa | Invierno 2014 |
| Primera División | San José           | Clausura 2018 |

### Distinciones individuales
| Distinción                                                               | Año               |
| ------------------------------------------------------------------------ | ----------------- |
| Máximo goleador del Torneo Clausura (17 goles)                           | 2012              |
| Máximo goleador del Torneo Apertura (23 goles)                           | 2012              |
| Máximo goleador del Torneo Apertura (16 goles)                           | 2013              |
| Goleador histórico del Club San José                                     | 2013 - Actualidad |
| Máximo goleador del Torneo Apertura (15 goles)                           | 2017              |
| Máximo goleador del Torneo Apertura (18 goles)                           | 2018              |
| Máximo goleador del Torneo Apertura (23 goles)                           | 2019              |
| Máximo goleador del Torneo Clausura (19 goles)                           | 2019              |
| Máximo goleador de Sudamérica (Bota de Oro) (42 goles)                   | 2019              |
| Goleador histórico de Club San José en torneos internacionales (9 goles) | 2019 - Actualidad |